# Carolyn Wells

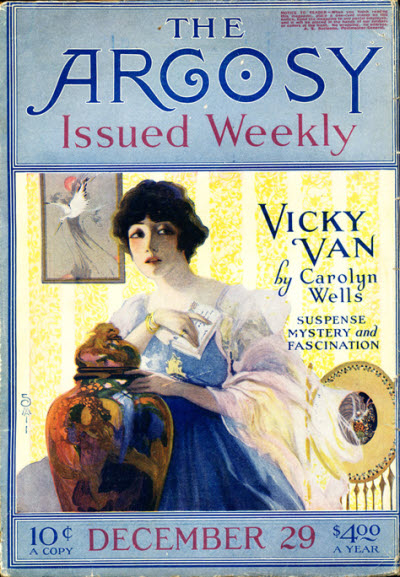
Il giallo Vicky Van di Wells è stato serializzato in The Argosy nel 1917-18

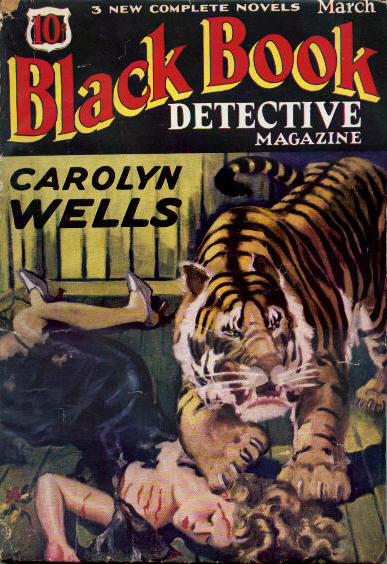
"In The Tiger's Cage" di Wells fu la copertina del numero di marzo 1934 di Black Book Detective.

Carolyn Wells (Rahway, 18 giugno 1862 – New York, 26 marzo 1942) è stata una scrittrice e poetessa statunitense.

## Biografia
Nata a Rahway, New Jersey, figlia di William E. e Anna Wells.  Morì al Flower Fifth Avenue Hospital di New York nel 1942. 
Wells è stata sposata con Hadwin Houghton, l'erede dell'impero editoriale Houghton-Mifflin fondato da Bernard Houghton. Wells aveva anche un'impressionante collezione di volumi di poesie. Ha lasciato in eredità la sua raccolta di poesie di Walt Whitman, che si dice essere una delle più importanti del suo genere per completezza e rarità, alla Biblioteca del Congresso.  
Dopo aver finito la scuola ha lavorato come bibliotecaria per la Rahway Library Association. Il suo primo libro, At the Sign of the Sphinx (1896), è una raccolta di sciarade. Le sue successive pubblicazioni furono The Jingle Book e The Story of Betty (1899), seguite da un libro in versi intitolato Idle Idyls (1900). Dopo il 1900, Wells scrisse numerosi romanzi e raccolte di poesie.
Carolyn Wells ha scritto in totale 170 libri. Durante i primi dieci anni della sua carriera, si è concentrata sulla poesia, sull'umorismo e sui libri per bambini. Secondo la sua autobiografia, The Rest of My Life (1937), ascoltò That Affair Next Door (1897), uno dei romanzi gialli di Anna Katharine Green, che veniva letto ad alta voce e fu subito affascinata dallo scioglimento degli enigmi. Da quel momento in poi si dedicò al genere giallo. Tra i suoi romanzi gialli più famosi ci sono le Storie di Fleming Stone, come The Clue (1909).
Wells ha anche dato vita ad altri investigatori, tra cui l'attore cinematografico Kenneth Carlisle, l'investigatore privato e conoscitore di opere d'arte Alan Ford e il detective eccentrico e parapsicologo Pennington "Penny" Wise. Oltre a molti testi per l'infanzia e la letteratura giovanile, tra cui le serie Patty, Dorrance e Marjorie nel 1913, ha scritto La tecnica del mystery, un saggio sul romanzo poliziesco.

## Opere

### Romanzi
Fleming Stone
- The Clue (1909)
- The Gold Bag (1911)
- A Chain of Evidence (1912)
- The Maxwell Mystery (1913)
- Anybody But Anne (1914)
- The White Alley (1915)
- The Curved Blades (1915)
- Il marchio di Caino (The Mark of Cain, 1917), Newton Compton, 1992
- Vicky Van (1918)
- The Diamond Pin (1919)
- Raspberry Jam (1920)
- The Mystery of the Sycamore (1921)
- The Mystery Girl (1922)
- Feathers Left Around (1923)
- Spooky Hollow (1923)
- The Furthest Fury (1924)
- Prillilgirl (1924)
- Anything But the Truth (1925)
- The Daughter of the House (1925)
- The Bronze Hand (1926)
- The Red-Haired Girl (1926)
- The Vanity Case (1926)
- All at Sea (1927)
- Where  Emily (1927)
- The Crime in the Crypt (1928)
- The Tannahill Tangle (1928)
- The Tapestry Room Murder (1928)
- Triple Murder (1929)
- The Doomed Five (1930)
- The Ghosts' High Noon (1930)
- Horror House (1931)
- The Umbrella Murder (1931)
- Fuller Earth (1932)
- The Roll-Top Desk Mystery (1932)
- The Broken O (1933) (also published as Honeymoon Murder)
- The Clue of the Eyelash (1933)
- The Master Murderer (1933)
- Eyes in the Wall (1934)
- The Visiting Villain (1934)
- The Beautiful Derelict (1935)
- For Goodness' Sake (1935)
- The Wooden Indian (1935)
- The Huddle (1936)
- In the TigerCage (1936)
- Money Musk (1936)
- Delitto in libreria (Murder in the Bookshop, 1936), Collana I Classici del Giallo Mondadori n.1465, 2023
- The Mystery of the Tarn (1937)
- The Radio Studio Murder (1937)
- Gilt Edged Guilt (1938)
- The Killer (1938)
- The Missing Link (1938)
- Calling All Suspects (1939)
- Crime Tears On (1939)
- The Importance of Being Murdered (1939)
- Crime Incarnate (1940)
- DevilWork (1940)
- Murder On Parade (1940)
- Murder Plus (1940)
- The Black Night Murders (1941)
- Murder at the Casino (1941)
- Murder Will In (1942)
- Who Killed Caldwell? (1942)

Alan Ford
- The Bride of a Moment (1916)
- FaulknerFolly (1917)

Pennington Wise
- The Room with the Tassels (1918)
- The Man Who Fell Through the Earth (1919)
- In the Onyx Lobby (1920)
- The Come-Back (1921)
- The Luminous Face (1921)
- The Vanishing of Betty Varian (1922)
- The Affair at Flower Acres (1923)
- Wheels Within Wheels (1923)

Kenneth Carlisle
- Sleeping Dogs (1929)
- The Doorstep Murders (1930)
- The Skeleton at the Feast (1931)

Altri misteri
- More Lives Than One (1923)
- The Fourteenth Key (1924)
- The Moss Mystery (1924)
- Face Cards (1925) (features Tony Barron)
- Il mistero di Deep Lake (The Deep-Lake Mystery, 1928), Grenelle, 2017 (features Blake Norris)

Altri romanzi
- Abeniki Caldwell: A Burlesque Historical Novel (1902)
- The Emily Emmins Papers (1907)
- Ptomaine Street: A Tale of Warble Petticoat (1921)

Raccolte di storie
- The Omnibus Fleming Stone (1923) (Includes Vicky Van, Spooky Hollow, The Mystery of the Sycamore, The Curved Blades)

### Saggistica
- On Finishing Collector (1926)
- The Technique of the Mystery Story (1913)

### Versi
- At the Sign of the Sphinx (1896)
- The Re-Echo club (1913)
- Diversions of the Re-Echo Club (1936)
- Ballade of Baker Street (1939)
- A Whimsey Anthology (New York: C. Scribner's Sons, 1906)